# Бібліотека Кембриджського університету
Бібліотека Кембриджського університету (англ. Cambridge University Library) — одна з найбільших і найдавніших наукових бібліотек Великої Британії, що розташована у місті Кембридж.

## Історія
Достеменно невідомо коли була заснована Бібліотека Кембриджського університету. Відомо, що вона вже існувала у XV столітті. Так у 1415 році Вільям Лорінг передав бібліотеці свої книги з такою латиномовною присвятою: 
|             | Item volo quod omnes libri mei juris civilis remaneant in communi libraria scolarium universitatis Cantebrigg' in perpetuum. |
| — В. Лорінг | |

Саме ця приватна колекція юридичної літератури Вільяма Лорінга стала основою університетської бібліотеки. Найдавніший каталог бібліотеки датований 1424 роком. Починаючи з XVI століття бібліотека одержала багато цінних дарів, а також цілі приватні бібліотеки, що за заповітом, перейшли у власність університету. Зростанню фондів сприяв привілей бібліотеки на обов'язковий примірник.

## Структура
Бібліотека складається з п'яти окремих бібліотек:
- Головна університетська бібліотека,
- Медична бібліотека,
- Бібліотека Бетті та Гордона Морів з центром математики,
- Центральна наукова бібліотека (колишня бібліотека наукової періодики),
- Скваєрська правнича бібліотека.

## Архітектура
Новий корпус бібліотеки було споруджено у 1931–1934 роках за проектом архітектора Жіля Жільберта Скота. Будівля подібна до інших проектів Скота, який спеціалізувався на промислових спорудах. Висота вежі — 48 м, що на 2 м нижце церкви Коледжу св. Джона та на 3 м вище церкви Королівського коледжу.

## Розташування
Спершу бібліотека була розташована в історичних будівлях біля приміщення Сенату. Через брак місця для нових книжок було споруджено нову будівлю бібліотеки. Зараз бібліотека розташована на захід від центральної частини міста, між Робінзон коледж та Меморіал Корт.

## Скарби бібліотеки

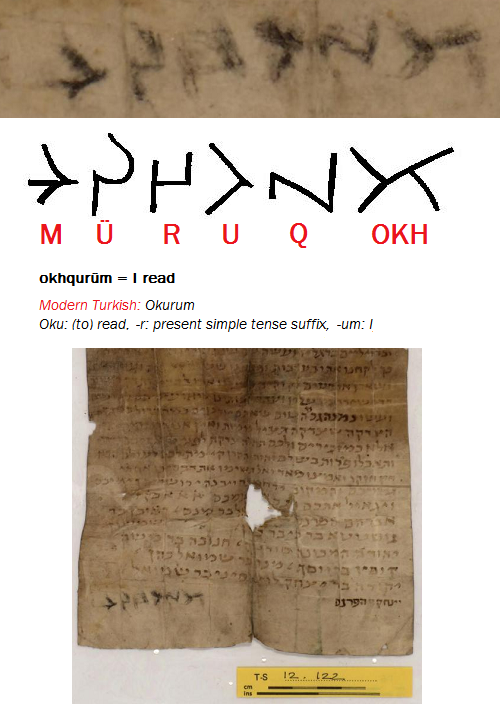
«Київський лист» з фондів бібліотеки На думку першовідкривачів, даний лист є найдавнішим автентичним документом, написаним на території Київської Русі і може датуватися 10 ст. н. е. Документ написаний гебрейською мовою і містить, можливо, першу згадку про Київ у формі Qiyyōb (קייב).

Бібліотека має загалом понад 8 млн томів. Серед фондів бібліотеки є такі особливо цінні видання й документи:
- Кодекс Бези (V століття) — один з найдавніших списків Нового Заповіту
- Київський лист (X століття)
- Дірська книга (X століття)
- Біблія Гутенберга (1455)
- «Нюрнберзька хроніка» Гартмана Шеделя (1493)
- «Про природу речей» Лукреція, книга VI, (1563, з приватної бібліотеки Мішеля Монтеня)
- Бібліотека лорда Ектона (60 000 томів), що складається з давніх видань (XV–XIX ст.) з історії Європи та історії церкви.
- Листування Дарвіна та книги з його приватної бібліотеки (зокрема всі публікації Дарвіна).
- Колекція Ганзона — література з навігації та кораблебудування. Найдавніші видання з XVI століття.
- Колекція Бредшоу (14 000 томів) — література з Ірландії та про Ірландію.
- Бібліотека типографа Стенлі Морісона.
- «Королівська бібліотека» (30 000 томів), зібрана єпископом Джоном Мором (1646–1714). Бібліотека була передана в дар у 1715 році англійським королем Георгом I (звідки й назва).
- Бібліотека Королівського товариства співдружності націй.
- Бібліотека Біблійного товариства.
- Частина давньоєврейського архіву Каїрська гениза, з документами від 870 до 1880 років.
- Колекція Едварда Брауна — 480 арабських, перських та турецьких кодексів.
- Оригінали праць багатьох науковців, серед яких Ісаак Ньютон, Вільям Томсон (Лорд Кельвін), Ернест Резерфорд, Джордж Габрієль Стокс, Джозеф Нідем, Джордж Едвард Мор, Зігфрід Сасун та ін.
- Архів Гринвіцької обсерваторії.

## Описи фондів
- J. C. T. Oates: A Catalogue of the Fifteenth-Century Printed Books in the University Library, Cambridge. Cambridge University Press, Cambridge 1954, ISBN 9781108008488. Vorschau, Google Books [Архівовано 22 жовтня 2012 у Wayback Machine.]
- Stefan C. Reif: Hebrew Manuscripts at Cambridge University Library: a description and introduction. Cambridge University Press, Cambridge 1997, ISBN 9780521583398 Vorschau, Google Books [Архівовано 3 листопада 2013 у Wayback Machine.]